# Уоткинс, Иан
И́ан Дэ́вид Ка́рслейк Уо́ткинс (англ. Ian David Karslake Watkins, родился в Мертир-Тидвиле, Уэльс, 30 июля 1977) — валлийский музыкант и певец. Наиболее известен как вокалист и один из основателей британской группы Lostprophets.
Группа Lostprophets просуществовала до 2013 года и распалась после того как Уоткинс был обвинён в многочисленных сексуальных преступлениях. В ноябре 2013 года он признал себя виновным по тринадцати обвинениям, среди которых: сговор с целью изнасилования, хранение и распространение детского порно. В 2013 году Уоткинс был приговорён к 29 годам тюремного заключения и 6 годам условного ограничения свободы. В данный момент отбывает срок в тюрьме.

## Биография

### Детство
Иан родился в семье священнослужителя и домохозяйки в городе Мертир-Тидвиле, имеет младших брата и сестру. Позже его родители переехали в город Понтиприт, где Уоткинс пошёл в местную школу Hawthorn High School. Там он познакомился с будущим гитаристом Lostprophets Майком Льюисом, с которым они позже стали лучшими друзьями. С отличием окончил университет Уэльса в Ньюпорте по специальности графический дизайн. Он увлекался музыкой с ранних лет, тогда его любимыми коллективами были Faith No More и Red Hot Chili Peppers.

### Карьера
В сотрудничестве с Майком Льюисом в 1991 году образовался первый музыкальный коллектив Уоткинса — трэш-метал-группа Aftermath, игравшая в гараже в саду Иана. За два года существования группа сыграла всего два концерта. Проводя время в местном парке Ynysangharad Park (где 17 лет спустя Lostprophets возглавит фестиваль Full Ponty), Иан через своего друга познакомился с Ли Гейзом, который впоследствии станет соло гитаристом Lostprophets. Следующий период творческой деятельности Уоткинса связан с Гейзом, совместно с которым Иан создал хардкор-панк-группу Fleshbind. Это был более серьёзный проект. Они провели ряд профессиональных выступлений и один раз сыграли на разогреве у Feeder. Однако после ухода из группы вокалиста Иан и Ли вновь встали перед выбором продолжения творческой карьеры.
С 1995 по 1998 годы Иан выступал в качестве барабанщика группы Public Disturbance. Вместе с ним в группе играл и Майкл Льюис. «Мы решили вернуться к истокам. Поэтому мы запустили проект Lozt Prophetz», — сказал Иан Уоткинс в интервью журналу Kerrang!. Поначалу Уоткинс и Льюис экспериментировали с жанрами, они играли ска и хип-хоп, но позже перешли на более агрессивные жанры рока, сочетающие в себе метал и поп-музыку. В 1997 году они изменили название группы на Lostprophets и к коллективу присоединились Ли Гейз в качестве гитариста, Стюарт Ричардсон на бас гитаре и Майк Чиплин на барабанах.

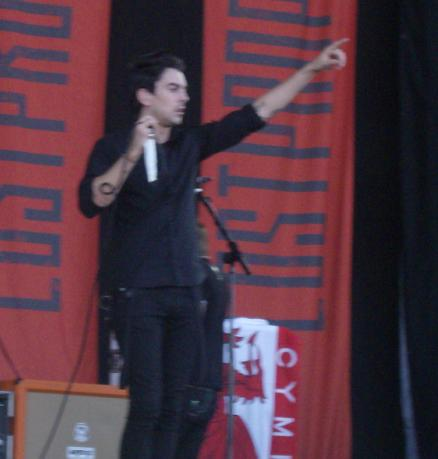
Иан Уоткинс на концерте в 2007 году

В канун нового 2008 года Уоткинс принял участие в благотворительном концерте для Kidney Wales Foundation и заявил, что причиной, по которой группа тут выступает, является то, что его матери требовалась пересадка почки, и он не понаслышке знаком с проблемой: «Благодаря прямому опыту я хотел бы больше общаться с Kidney Wales Foundation и организовать концерт по сбору средств в канун Нового года». Помимо Lostprophets на концерте выступали другие валлийские группы: The Blackout, Kids in Glass Houses и Attack Attack!. В том же 2008 году Уоткинс принял участие в записи песни «It’s High Tide Baby» для группы The Blackout, а позже и снялся в клипе на неё.
Осенью 2008 года Уоткинс несколько раз выступал в клубах в качестве диджея. В 2009 году он выпустил сторонний проект — диск своих ремиксов под названием L’Amour La Morgue. Всего он записал 17 ремиксов на песни таких исполнителей, как The Killers, Бейонсе, Young Guns, Tears for Fears и Bring Me the Horizon.
Иан всегда предпочитал находиться за ударной установкой, на которой он играет с 14 лет, однако при формировании группы выяснилось, что Уоткинс обладает лучшими вокальными данными среди участников коллектива, поэтому ему также пришлось исполнять роль вокалиста. В составе Lostprophets Иан записал пять студийных альбомов: Thefakesoundofprogress, Start Something, Liberation Transmission, The Betrayed, Weapons, принимал участие в плотном графике туров по Европе и Америке, а также в многочисленных музыкальных мероприятиях, таких, например, как Редингский фестиваль 2004 и 2007 годов. Кроме того, Уоткинс, дипломированный художник-график, занимался оформлением обложек альбомов группы. Lostprophets также, по настоянию Иана, помогала многим коллективам из Уэльса, например The Blackout, Dopamine, Kids In Glass Houses, The Guns and Covergirl, совместной концертной деятельностью.
В конце 2009 года Иан Уоткинс выпустил свою линию одежды.

### Личная жизнь
В 2004 и 2005 годах был в отношениях с британской телеведущей Фирни Коттон. В 2006 году встречался с моделью, телеведущей и редактором британского Vogue Алексой Чанг.

## Аресты
Издание The Guardian сообщило, что за четыре года перед арестом музыканта в правоохранительные органы подали заявления шесть человек. Ян Уильямс, комиссар полиции Уэльса, говорил:

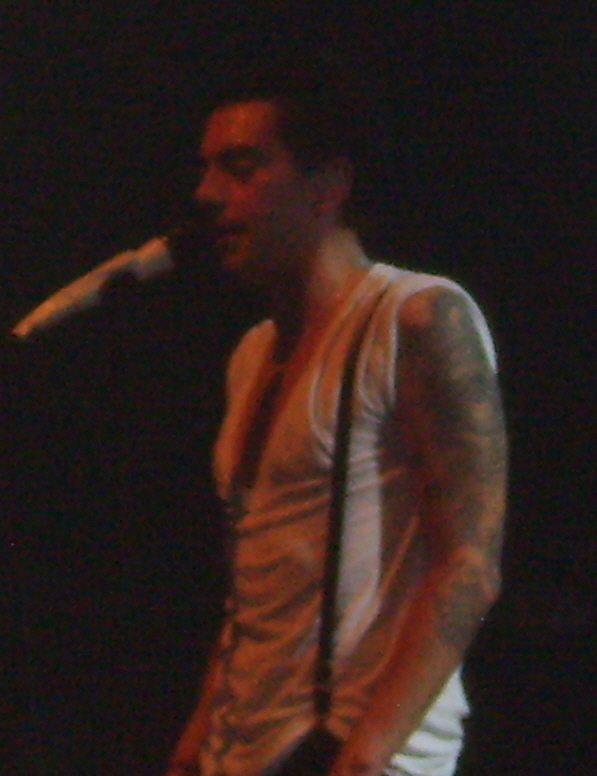
Иан Уоткинс на концерте с группой Lostprophets в Астории в 2007 году

«Это расследование вызвало самые тревожные опасения по поводу того, как с 2008 по 2012 год было отработано тошнотворное, жестокое дело по обвинениям в педофилии Иана Уоткинса. Арест за развратные действия последовал только после того, как полиция поймала его на продаже наркотиков».

### Первый арест
21 сентября 2012 года Уоткинс был арестован за хранение наркотиков в своём доме в Понтиприт. Полиция изъяла его запароленный ноутбук, телефон и другую технику. Позже полиция освободила Уоткинса. В то время группе предстоял большой тур.

### Второй арест и обвинения
24 октября 2012 года Уоткинс был арестован по подозрению в хранении детской порнографии. Спустя месяц полиция получила пароль от ноутбука музыканта, буквально «IFUCKKIDS» («англ. Я трахаю детей»). После этого 17 декабря 2012 года Уоткинс был помещён под стражу. У полиции было достаточно доказательств, добытых с ноутбука Уоткинса, для отказа в освобождении под залог. Он был задержан и предстал перед судом. 19 декабря 2012 года Уоткинс был обвинён в сговоре с целью изнасилования годовалого ребёнка, хранении и распространении детской порнографии и хранении экстремального порно с участием животных. Уоткинс отрицал всё, кроме своего имени и даты рождения. Его просьба об освобождении под залог была отвергнута, и он был заключён под стражу; вместе с ним были обвинены две его фанатки. Адвокат музыканта заявил, что Уоткинс отрицает все обвинения. Участники группы Lostprophets опубликовали на официальном сайте сообщение о том, что они «в шоке» и знают подробности расследования, добавив: «Это трудное время для нас и наших семей, и мы хотим поблагодарить наших поклонников за их поддержку при поиске ответов на вопросы». 31 декабря 2012 Уоткинс выступил в Королевском Суде Кардиффа через видеосвязь из мужской тюрьмы HM Prison Parc города Бридженд и был оставлен под стражей до 11 марта 2013 года. Полиция приняла решение публично раскрыть обвинения против Уоткинса. Рассмотрение дела было отложено до мая, а суд назначен на 15 июля 2013 года. На слушаниях 3 июня по видеотрансляции Уоткинс отрицал обвинения. 6 июня было объявлено, что судебное разбирательство начнётся 25 ноября и продлится месяц.
Уоткинс продолжал настаивать на своей невиновности, но 26 ноября, за день до того, как коллегия присяжных вынесла свой вердикт, изменил свои показания, чтобы избежать более тяжёлого наказания. С Уоткинсом в тюрьму также попали две девушки, 20 и 24 лет, с аналогичными обвинениями. Судебные слушания начались в ноябре 2013 года. В общей сложности Уоткинсу инкриминировали 13 правонарушений, среди которых попытки изнасилования и надругательство над ребёнком в возрасте до 13 лет. Кроме того, он признал себя виновным по трём пунктам обвинения в сексуальных действиях по отношению к детям, создании и хранении порнографических изображений детей, а также хранении порнографии с животными. Также в ходе обысков у него были изъяты наркотики: метамфетамин, кокаин и гамма-гидроксибутират.
Уоткинс отправил своей фанатке SMS-сообщение со словами: «Если ты принадлежишь мне, то и твой ребёнок тоже». Полиция Уэльса привела доказательства того, что Уоткинс и его сообщники записывали изнасилования на видео, на которых также было зафиксировано то, что певец употреблял крэк сам и заставлял употреблять его своих жертв. Из материалов дела известно, что в октябре 2006 года Иан Уоткинс встретился в отеле с 16-летней жительницей Бостона, с которой познакомился ранее на концерте своей группы. По требованию музыканта девушка пришла на свидание в «школьной форме», а потом вступила с ним в половую связь, которую обвиняемый снимал на видеокамеру. В октябре 2008 года Уоткинс изнасиловал ещё одну 16-летнюю поклонницу Lostprophets и также снял происходящее на видео.
Слушание суда состоялось в Кардиффе 18 декабря 2013 года. В своей речи адвокат Уоткинса Салли О’Нил заявила, что подсудимый не помнил того, как было совершено изнасилование, и «ему потребовалось много времени для того, чтобы осознать всю тяжесть своего преступления». Она также упомянула, что её подопечный страдал тяжёлой формой психического расстройства и постоянно смотрел видео, в которых он сам занимается сексом. Она продолжила объяснять, что жизнь Уоткинса была сведена на нет из-за давления на него славы и употребления наркотиков. Однако эти заявления в защиту подсудимого не имели под собой никакого основания. После прокуратура продемонстрировала запись двух звонков, которые Уоткинс сделал из камеры заключения спустя несколько дней после признания себя виновным. В них Уоткинс говорил: «Всё это было мегавесело и не стоит так заморачиваться на этот счёт».
В первый же день слушаний суд приговорил Иана к 29 годам тюремного заключения и 6 годам условного ограничения свободы, итого — к 35 годам. Певец был признан виновным в изнасиловании, в том числе в двух попытках изнасилования годовалого ребёнка, в сговоре с соучастниками преступления с целью изнасилования несовершеннолетних детей, в хранении детской порнографии и в хранении порнографии с животными. Было также известно, что Уоткинс планировал похитить детей-близнецов с намерением изнасиловать одного и убить другого. Во время оглашения приговора судья Роджер Джон Ройс особо акцентировал внимание на том, что осуждённый и его сообщники «опасны для общества и опустились на самое дно разврата», а по словам следователя, который вёл это дело, поведение музыканта было «самым возмутительным случаем педофилии, который он встречал за 28 лет службы». Также на скамье подсудимых вместе с Уоткинсом находились две женщины, на момент вынесения приговора их возраст составлял 21 и 25 лет. Их приговорили к 14 и 17 годам заключения соответственно. Имена и степень вины женщин не разглашаются — в суде их называли «женщина А» и «женщина Б». Отмечено также было полное отсутствие раскаяния в совершённых преступлениях как у Уоткинса, так и у его сообщниц.
После осуждения Уоткинса, в октябре 2013 года, другие участники группы Lostprophets объявили, что они больше не будут выступать под этим названием, поблагодарили фанатов за поддержку и в уже в 2014 году сформировали группу No Devotion.

### Расследование дела Уоткинса Уэльскими полицейскими
«Уоткинс — это Джимми Сэвил наших дней»

В отчёте о расследовании «Независимой Комиссии по Жалобам на Полицию» (IPCC), опубликованном в 2016 году, говорится, что трое детективов из Южного Уэльса будут подвергнуты дисциплинарным взысканиям, после того как ими ранее, в 2008 году, не были предприняты действия в отношении жалоб на Иана Уоткинса. В новом докладе IPCC, опубликованном в августе 2017 года, говорится, что в период между 2008 и 2012 годами полиция несколько раз получала жалобы на Уоткинса, но всегда не хватало доказательств и один из детективов говорил, что Уоткинс «имел множество поклонников и бывших девушек, обвинявших его, но когда их показания расследовали, они оказывались ложными». Бывшая девушка Уоткинса, зарабатывающая проституцией Джоан Мэджик, утверждала, что музыкант растлил сотни своих поклонников. Джоан встречалась с Уоткинсом с 2006 года, но в 2008 году Уоткинс признался ей в своих педофильских фантазиях, и в 2009 году Мэджик обратилась в полицию. В докладе говорится следующее:
«Следствием провалов, возможно, было то, что хищный педофил орудовал в течение длительного периода. Доказательства, полученные в ходе этого расследования, свидетельствуют о том, что полиция Южного Уэльса столкнулась с множеством сообщений о его поведении, однако в некоторых случаях не провела даже элементарного расследования, допустила ошибки и упустила возможности привлечь его к ответственности раньше, чем он в конечном итоге попался».
Замначальника полиции Южного Уэльса, Джереми Воган, сказал, что «сильно сожалеет и принимает» выводы доклада.

### Активность в Twitter
Последняя запись Уоткинса, сделанная в Twitter, была датирована 16 декабря 2012 года, но 21 ноября 2016 года в его аккаунте появилось сразу три записи. Все три сообщения являются ссылками на сайт SoundCloud, два из них ведут на страницу стороннего проекта музыканта L’Amoure La Morgue, а один — на недавно загруженную под аккаунтом @megalelz («Mega lolz» — одна из любимых фраз Уоткинса) композицию. Аккаунт @megalelz на SoundCloud создан Лайем МакКензи, который является фанатом группы. По его словам, он не причастен к взлому твиттера музыканта. Пользователи очень негативно отнеслись к новой активности на аккаунте: «Никто не хочет вспоминать, кто ты такой и что ты сделал», — написал музыкальный продюсер Бен Брэдли.

### Владение мобильным телефоном
В марте 2018 года сотрудники тюрьмы получили информацию о том, что Иан Уоткинс владеет телефоном. Во время обыска Уоткинс вытащил из своего ануса мини-телефон GTStar размером 75 × 23 × 12 мм. В августе 2019 года Уоткинс был признан виновным и приговорён к дополнительным 10 месяцам заключения за владение мобильным телефоном в тюрьме.

## Влияние
После того, как Уоткинс признал себя виновным, прозвучали призывы убрать тротуарную плитку с текстами песен группы, уложенную в центре города Понтиприт. Поскольку в этом городе была основана Lostprophets, влияние группы там чувствовалось сильнее всего. Тротуатрная плитка содержала текст из песни группы «Streets of Nowhere» — «Every time I walk these streets I know they’re mine» (англ. «Каждый раз, когда я иду по этим улицам, я знаю, что они мои»). Плитка была заложена в рамках проекта улучшения города. Исполнительный директор благотворительной организации по защите детей Kidscape в интервью для BBC говорил, что совет города должен задуматься о том, чтобы убрать данную плитку с тротуара, так как «работа Уоткинса была запятнана».
Бетан Джонс в своей статье о группе Lostprophets для книги «Everybody Hurts: Transitions, Endings, and Resurrections in Fan Cultures» разбирала феномен того, как на фанатов группы повлияла новость об обвинениях и последовавшем аресте Иана Уоткинса. По результатам проведённых ею исследований, Джонс утверждает, что для тех фанатов, чей фэндом прекратился из-за незаконных, аморальных или отвратительных действий объекта фэндома, справиться с гаммой эмоций, которые выходят на первый план, чрезвычайно сложно. Многие поклонники группы, изначально уверенные в невиновности Уоткинса, после его признания и распада группы не могли определиться, «могут ли они (и должны ли) отделить человека от музыки», стоит ли продолжать быть фанатами группы? У других же могла возникнуть более радикальная реакция, сделавшая из фанатов антифанатов Уоткинса и, возможно, даже самой группы Lostprophets. Джонс утверждает, что знаменитости, тексты, песни и различные персонажи могут играть важную роль в формировании и поддержании самоидентичности, около 60 % её респондентов почувствовали опустошение, разбитое сердце или оцепенение, когда узнали, что Уоткинсу было предъявлено обвинение. Марк Даффетт отмечает, что «фанаты склонны выстраивать периодизацию своей жизни вокруг автобиографических поворотных моментов, когда „всё изменилось“» и повлияло на них. Однако, когда эти знаменитости или тексты заканчиваются, и, что более уместно, когда они заканчиваются таким образом, что фанаты не могут оплакивать их, чувство идентичности фанатов может быть глубоко затронуто, что и подтверждают исследования Джонс.

## Дискография
Public Disturbance
- 4-Way Tie Up (1997)
- UKHC Compilation (1997)
- Victim of Circumstance (1998)

Lostprophets
- The Fake Sound of Progress (2000)
- Start Something (2004)
- Liberation Transmission (2006)
- The Betrayed (2010)
- Weapons (2012)

## Фильмография

### Короткометражные фильмы
- Steps: Summer of Love (2000)
- The Legend of Don Williams (2008)

### Документальное кино
- «Забей на панк-рок» (10 сезон, 5 серия)